# Debden (stacja metra)
Debden – stacja londyńskiego metra położona na trasie Central Line pomiędzy stacjami Loughton a Theydon Bois. Znajduje się w Debden w hrabstwie Essex (dystrykt Epping Forest), w szóstej strefie biletowej. W 2010 roku stacja obsłużyła 2,020 miliona pasażerów.
Stacja została otwarta 24 kwietnia 1865 roku przez Eastern Counties Railway (później Great Eastern Railway) w ramach rozbudowy połączenia z Londynu do Epping i Ongar, pod nazwą Chigwell Road. 1 grudnia 1865 zmieniono nazwę na Chigwell Lane. Stacja była zamknięta od 22 maja 1916 roku do 3 lutego 1919, a w 1923 stała się częścią London and North Eastern Railway.
25 września 1949 pociągi parowe zostały zastąpione przez elektryczne pociągi metra Central Line. Wraz z tą zmianą przemianowano stację na Debden.

## Galeria

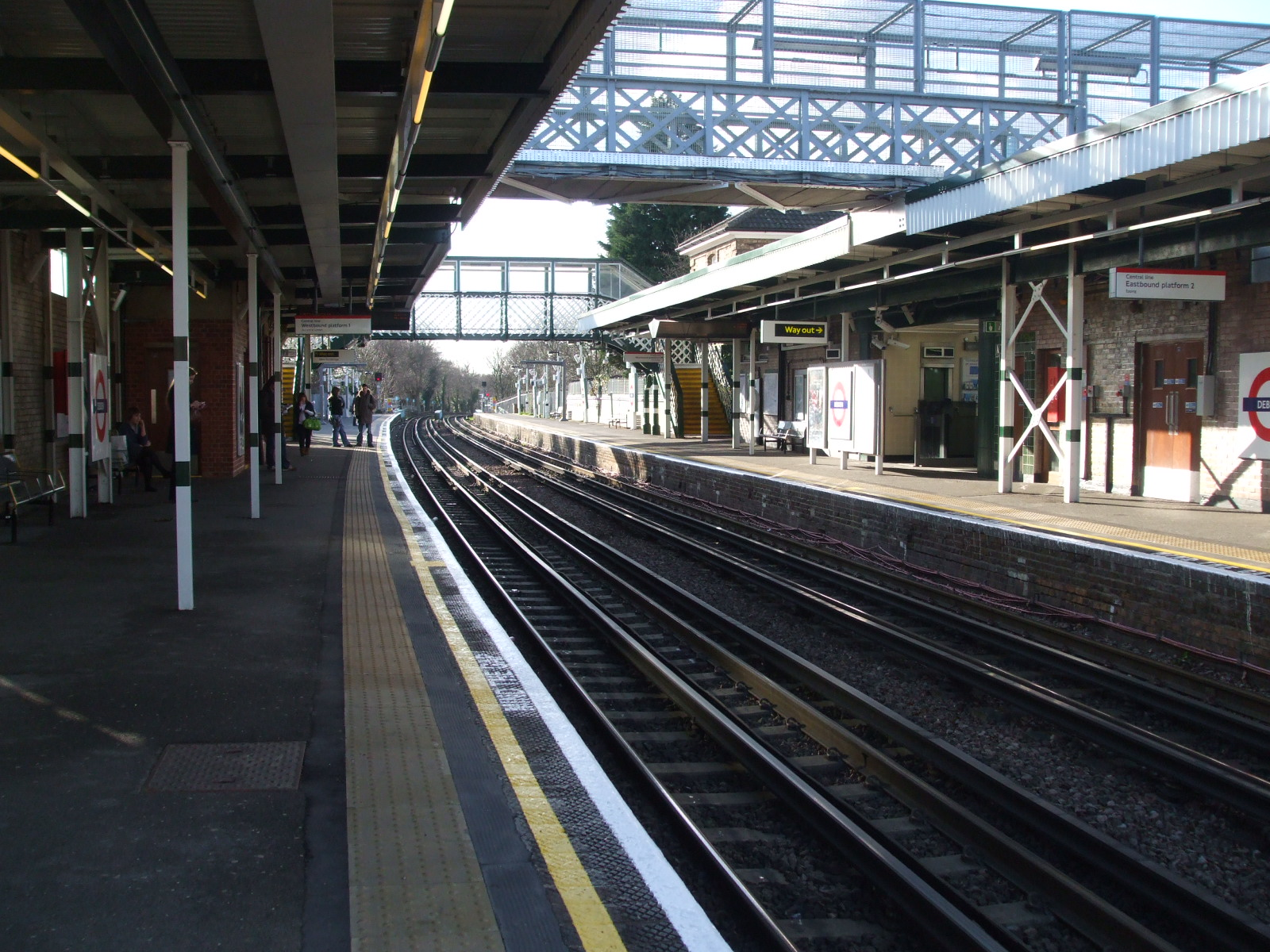
Platforma w kierunku zachodnim
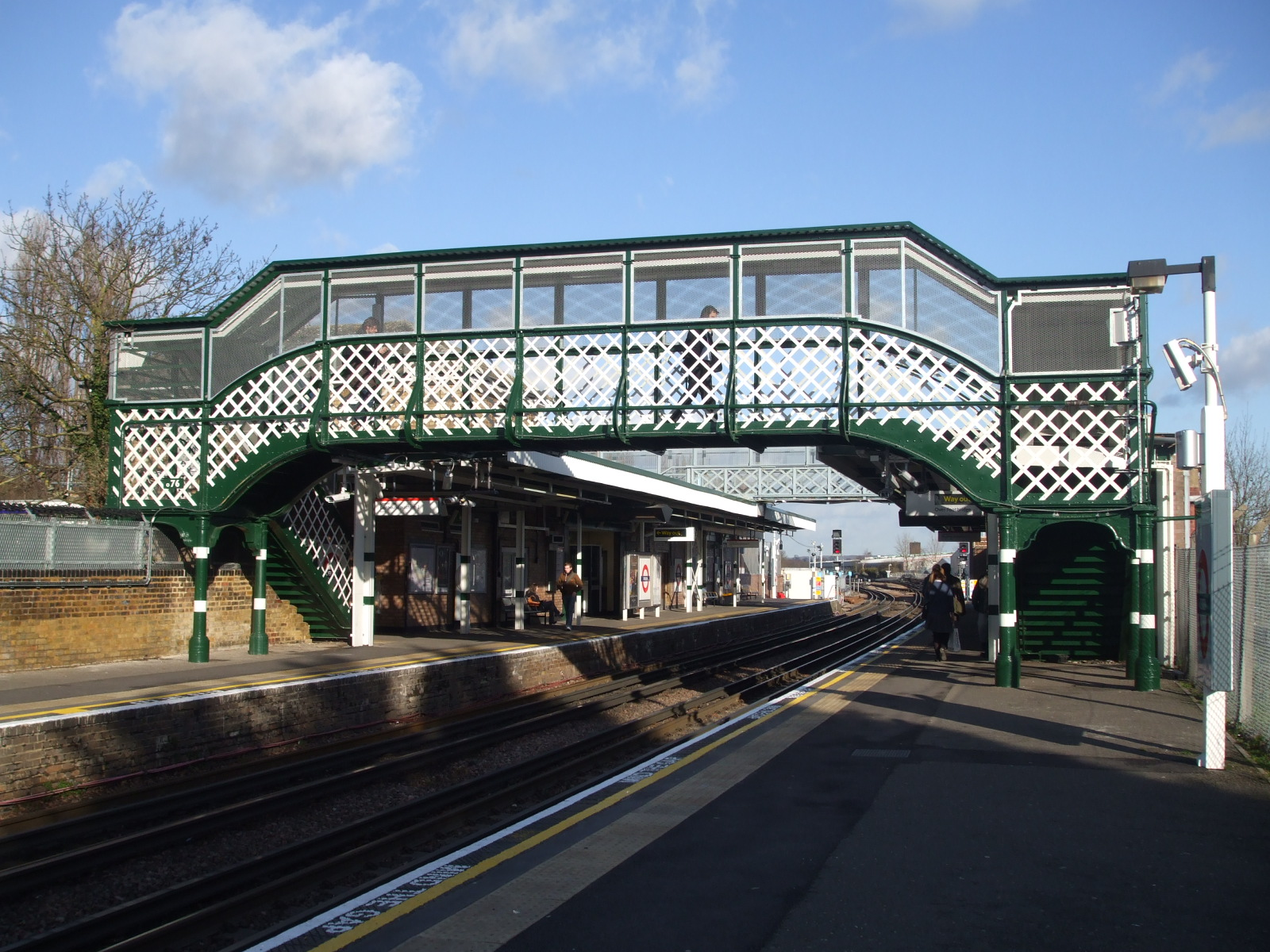
Platforma w kierunku wschodnim
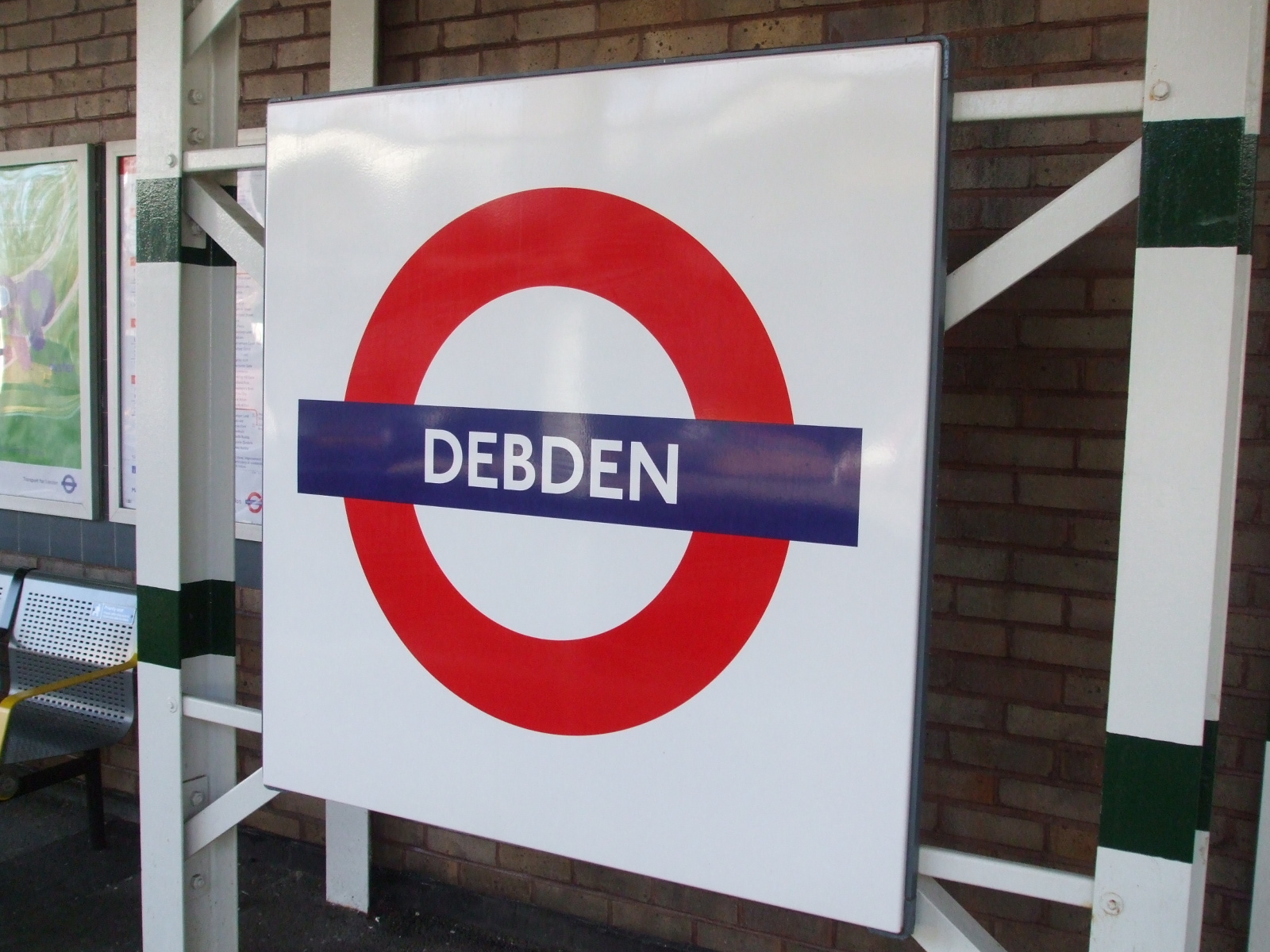
Symbol stacji